# Renato Longo
Pour les articles homonymes, voir Longo.
Renato Longo, né le 9 août 1937 à Vittorio Veneto (province de Trévise, Vénétie) et mort le 8 juin 2023 à Conegliano (province de Trévise, Vénétie), est un coureur cycliste italien.

## Biographie
Professionnel de 1960 à 1972 et spécialiste du cyclo-cross, Renato Longo a été champion du monde de cette discipline à cinq reprises (1959, 1962, 1964, 1965 et 1967), et douze fois champion d'Italie.

## Palmarès
| Saison / Compétition | Championnat du monde | Championnat d'Italie |
| 1957/1958            | 4e                   | 2e                   |
| 1958/1959            | Or                   | 1er                  |
| 1959/1960            | 7e                   | 1er                  |
| 1960/1961            | Argent               | 2e                   |
| 1961/1962            | Or                   | 1er                  |
| 1962/1963            | Argent               | 2e                   |
| 1963/1964            | Or                   | 1er                  |
| 1964/1965            | Or                   | 1er                  |
| 1965/1966            |                      | 1er                  |
| 1966/1967            | Or                   | 1er                  |
| 1967/1968            |                      | 1er                  |
| 1968/1969            | Bronze               | 1er                  |
| 1969/1970            | 5e                   | 1er                  |
| 1970/1971            | 7e                   | 1er                  |
| 1971/1972            |                      | 1er                  |

## Résultats sur les grands tours

### Tour d'Espagne
- 1964 : abandon

## Distinction
En 2002, Renato Longo fait partie des coureurs retenus dans le Hall of Fame de l'Union cycliste internationale.